# 디어 앤 컴파니

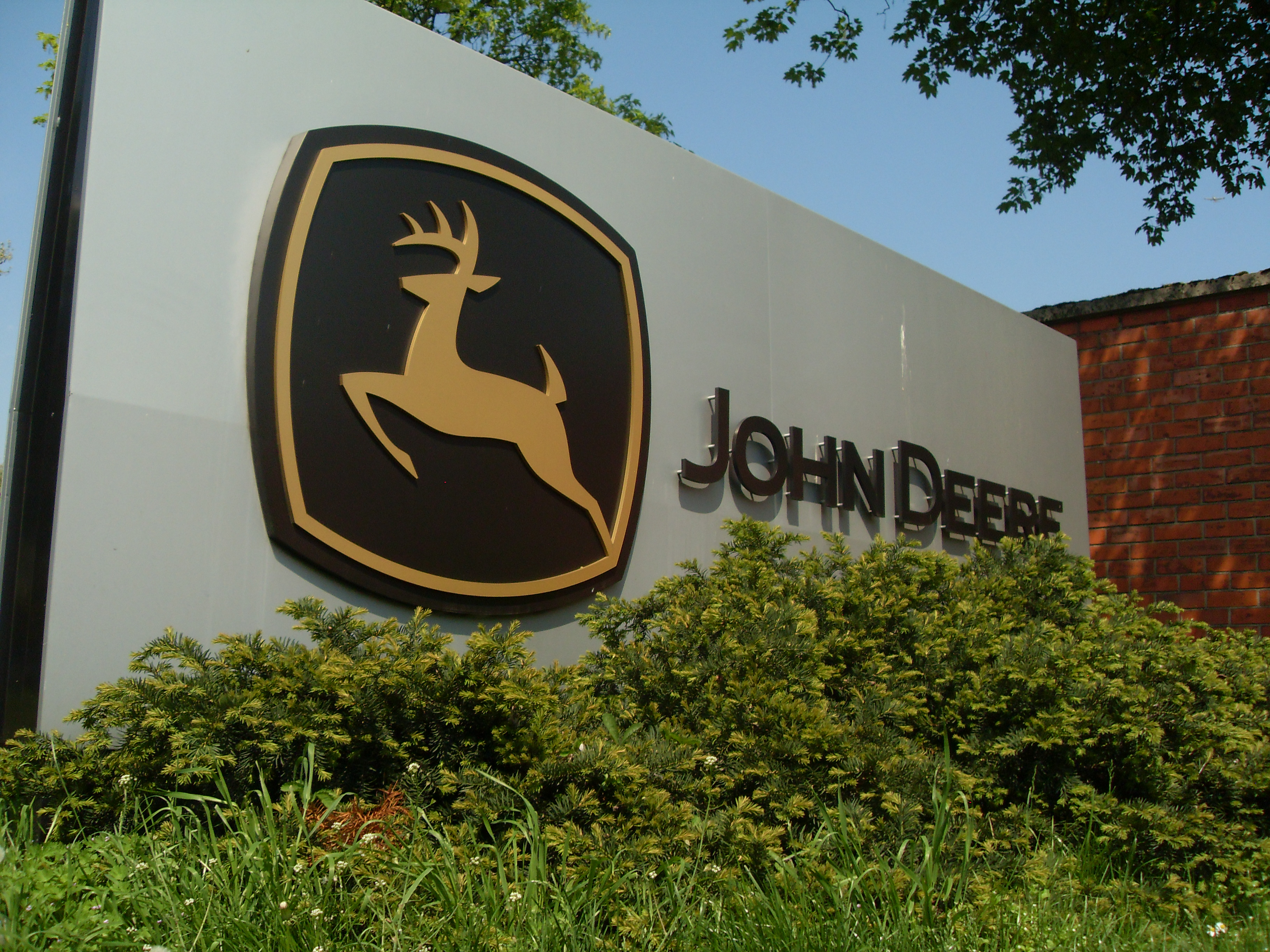

디어 앤 컴퍼니(Deere & Company)(NYSE: DE)는 주로 존 디어(John Deere)라는 상표로 알려져 있는 세계적인 미국계 중장비, 농기계 제조회사이다. 미국의 경제 전문지인 포춘이 선정한 미국 500대 기업 중 98위에 올라와 있다. 디어 앤 컴파니는 주로 트랙터, 콤바인, 발러(면화, 건초를 꾸러미로 묶는 기계), 파종기, 약제 살포 장비, ATV, 목채 채벌 장비 등을 존 디어라는 상표로 판매하고 있다. 또한 원예 기계 장비 시장의 대표적인 기업인데 생산품목으로는 잔디 기계(ride-on lawn mowers), 휴대용 동력(動力) 사슬톱(chainsaw), 제설 장비 등이 있다. 존 디어 제품들은 녹색과 노란색을 상징색으로 사용하고 있다. 회사 표어는 "Nothing runs like a Deere" (Deere처럼 달리는 것은 아무것도 없다)로 회사 이름의 Deere와 같은 발음의 deer(사슴)을 동음이의어로 표현한 것으로 '사슴처럼 달리는 것은 아무것도 없다.'를 의미한다. 로고도 역시 사슴이 달리는 모습을 그려넣었다. 그 밖에 존 디어는 다양한 중장비 엔진도 생산하며, 금융 서비스 분야에도 진출했다.